# Galactodenia parrisiae
Galactodenia parrisiae är en stensöteväxtart som beskrevs av Michael Sundue och Labiak. Galactodenia parrisiae ingår i släktet Galactodenia och familjen Polypodiaceae. Inga underarter finns listade.